# Lothar Bertels
Lothar Bertels (* 1949 in Paderborn) ist ein deutscher Soziologe.

## Leben
Nach der Berufsausbildung zum Steinmetz und Steinbildhauer, die er mit der Gesellenprüfung abschloss, holte er auf dem Westfalen-Kolleg Paderborn das Abitur nach und studierte ab 1970 an der Technischen Universität Dortmund das Fach Raumplanung (Orts-, Regional- und Landesplanung), das er 1975 mit dem Abschluss als Diplom-Ingenieur beendete, sowie von 1973 bis 1976 Wirtschafts- und Sozialwissenschaften als zweites Hauptstudium. Nach Tätigkeiten in der Landesplanung, der Verwaltung und von 1980 bis 1985 als Wissenschaftlicher Angestellter im Lehrgebiet Berufliche Weiterbildung bei Antonius Lipsmeier, wechselte er in die Allgemeine Soziologie unter Werner Fuchs-Heinritz an der Fernuniversität Hagen.
Im Jahr 1986 wurde er mit der soziologischen Arbeit über Neue Nachbarschaften – betreut von Heinz Abels und Werner Fuchs-Heinritz – zum Dr. rer. pol promoviert. Nach einem Aufenthalt als Gastdozent an der Universität Milwaukee, Wisconsin (USA) im Jahr 1989, habilitierte er sich 1997 im Bereich der Stadt- und Regionalsoziologie. Im gleichen Jahr folgte der Ruf auf eine Professur für Soziologie an der Fachhochschule Neubrandenburg, den er nicht annahm. Im Jahr 2000 wurde er zum Professor für Soziologie an der Staatlichen Universität in Smolensk (Russland) ernannt, wo er im Rahmen einer Wissenschaftskooperation seit 1996 forschte und lehrte. Diese Universität verlieh ihm 2003 den Dr. phil. h. c. Im gleichen Jahr wurde er Professor für Stadt- und Regionalsoziologie an der Fernuniversität Hagen. Seine Arbeitsschwerpunkte liegen in der Stadt- und Regionalforschung, der Biographieforschung, der Demographieforschung und in der Kultursoziologie. Er führte zahlreiche empirische Forschungsprojekte durch. So untersuchte er von 1990 bis 2012 (zusammen mit Ulfert Herlyn) den sozialen Wandel in Ostdeutschland am Beispiel der Stadt Gotha. In dieser Langzeitstudie wurde die filmische Dokumentation als korrespondierende Methode systematisch eingesetzt und publiziert.
Von 2010 bis 2014 war Lothar Bertels Geschäftsführender Direktor des Instituts für Soziologie an der FernUniversität Hagen.
Mit dem Ende des Sommersemesters 2014 endete seine Dienstzeit.
Neben seiner Berufstätigkeit war Lothar Bertels über viele Jahre in der Kommunalpolitik sowie als Sachverständiger in der Enquete-Kommission des Saarländischen Landtags und der Fachkommission Demographie von Bündnis 90/Die Grünen im Deutschen Bundestag aktiv.

## Publikationen (Auswahl)
- mit Hans-Gerd Nottenbohm (Hrsg.): … außer man tut es! Beiträge zu wirtschaftlichen und sozialen Alternativen. Bochum 1983, ISBN 3-88663-109-5
- Neue Nachbarschaften. Soziale Beziehungen in einer Neubausiedlung als Folge von Initiativenarbeit. Frankfurt a. M./New York 1987, ISBN 3-593-33826-2
- Gemeinschaftsformen in der modernen Stadt. Opladen 1990, ISBN 3-8100-0740-4
- mit Ulfert Herlyn (Hrsg.): Lebenslauf und Raumerfahrung. Opladen 1990, ISBN 3-8100-0741-2
- (Hrsg.): Gesellschaft, Stadt und Lebensverläufe im Umbruch. Bad Bentheim 1994, ISBN 3-9801459-2-1
- mit Herlyn (Hrsg.): Stadt im Umbruch: Gotha. Wende und Wandel in Ostdeutschland. Opladen 1994, ISBN 3-8100-1274-2
- Die dreiteilige Großstadt als Heimat. Ein Szenarium. Opladen 1997, ISBN 3-8100-1814-7 und Smolensk 2004 unter ISBN 5-88018-350-5 auch in russischer Sprache
- mit Ulfert Herlyn (Hrsg.): Stadtentwicklung Gotha 1990-2000. Opladen 2002, ISBN 3-8100-3416-9 (incl. DVD)
- Stadtgespräche mit Hans Paul Bahrdt, Ulfert Herlyn, Hartmut Häußermann und Bernhard Schäfers. Wiesbaden 2008, ISBN 978-3-531-15946-1
- mit Bernhard Schäfers: Stadtsoziologie. Smolensk (Russland) 2012, ISBN 978-5-88018-534-4 (in russischer Sprache)
- (Hrsg.): Gotha im Wandel 1990-2012. Wiesbaden 2015, ISBN 978-3-658-03684-3, ISBN 978-3-658-03685-0 (E-Book)
- mit Thomas Heinze: Internationales Kulturmanagement. Zur kulturellen Infra- und Angebotsstruktur der Städte Hagen und Smolensk. Wiesbaden 2016, ISBN 978-3-658-10824-3, ISBN 978-3-658-10824-3 (E-Book)